# Maison de Gassies
Pour les articles homonymes, voir Gassies.
La maison de Gassies est un immeuble particulier situé à Saint-Macaire, en France.

## Localisation
Le bâtiment est située dans le département français de la Gironde, sur la commune de Saint-Macaire, au cœur de la vieille ville, au numéro 12 de la rue Yquem.

## Historique
La demeure d'Ysabeau de Gassies reconstruite au XVIe siècle présente d'intéressants éléments architecturaux tels que tour avec escalier à vis, cheminées d'époque, fenêtres à meneaux. La construction originelle a été partiellement dénaturée par des restaurations survenues au XIXe siècle.

L'édifice est inscrit au titre des monuments historiques par arrêté du 25 juillet 2002 en totalité.